# Emhouse
Emhouse – miasto w Stanach Zjednoczonych, w stanie Teksas, w hrabstwie Navarro.